# Џанри Балвинг
Џанри Балвинг (енгл. Junrey Balawing;  12. јуна 1993 — 28. јула 2020) је био Филипинац који је у време своје смрти био најнижа жива одрасла особа. Био је висок је само 59.93 центиметара. Титулу најниже особе на свету преузео је у септембру 2015. године када је преминуо претходни рекордер, Чандра Бахадур Данги из Непала. Данги је био висок 54,6 центиметра и Гинисова књига рекорда га је прогласила као најнижу одраслу особу икад. Међутим, Данги се први пут појавио у јавности тек у фебруару 2012. године. Пре тога, Балвинг је био носилац титуле.
Балвинг је престао расти у доби од 1 године. Био је документиран и као најнижа особа икада, но његов рекорд је "оборио" Гул Мухамед.
Преминуо је 28. јула 2020. године у 27. години живота.